# جاين كامبل
جاين كامبل (بالإنجليزية: Jane Campbell)‏ (17 فبراير 1995 بكينيساو في الولايات المتحدة - ) هي لاعبة كرة قدم أمريكية في مركز حراسة المرمى. شاركت مع منتخب الولايات المتحدة تحت 17 سنة للسيدات لكرة القدم ‏ ومنتخب الولايات المتحدة تحت 20 سنة للسيدات لكرة القدم ومنتخب الولايات المتحدة تحت 23 سنة للسيدات لكرة القدم ‏. أما مع النوادي، فقد لعبت مع ستانفورد كردينال ‏.

## وصلات خارجية
- جاين كامبل على موقع الاتحاد الدولي (مؤرشف)  (الإنجليزية)
- جاين كامبل على موقع قاعدة بيانات كرة القدم.إي يو (الإنجليزية)
- جاين كامبل على موقع Soccerway.com (الإنجليزية)
- جاين كامبل على موقع عالم كرة القدم.نت (الإنجليزية)
- جاين كامبل على موقع اللجنة الأولمبية الدولية (الإنجليزية)
- جاين كامبل على موقع أوليمبيديا (الإنجليزية)
- جاين كامبل على موقع اللجنة الأولمبية والبارالمبية الأمريكية (الإنجليزية)